# Cordova (Karolina Północna)
Cordova – jednostka osadnicza w Stanach Zjednoczonych, w stanie Karolina Północna, w hrabstwie Richmond.